# Nome du Lièvre

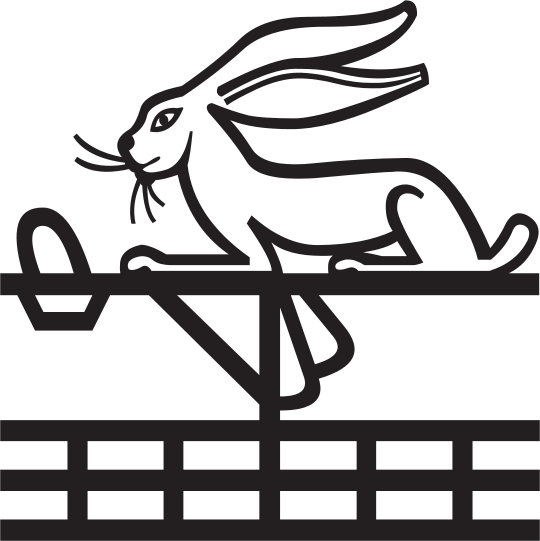
Hiéroglyphe symbole du Nome.

Le nome du Lièvre (wnt) est l'un des quarante-deux nomes (division administrative) de l'Égypte antique. C'est l'un des vingt-deux nomes de la Haute-Égypte et il porte le numéro quinze.

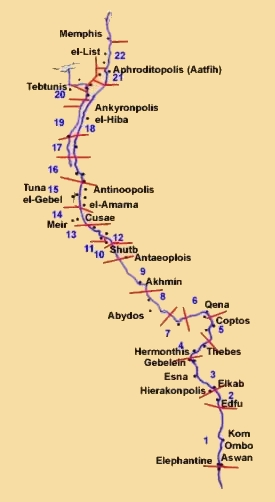
Les nomes de Haute-Égypte

## Géographie
Ce nome faisait près de 31 km de long selon la liste des nomes de Sésostris Ier. Ce nome était situé entre le nome de l'Oryx (16e) au nord et, au sud, soit, selon Pierre Montet, le nome inférieur du Sycomore (14e) côté rive occidentale du Nil et le nome de la Vipère de montagne (12e) côté rive oridentale du Nil, soit, selon la carte de Michel Dessoudeix, uniquement le nome inférieur du Sycomore (14e) pour les deux rives du Nil.
Il semble qu'une piste désertique depuis l'oasis d'Al-Bahariya menait directement au nome du Lièvre, là où une piste depuis l'oasis d'Al-Farafra menait au 14e nome et deux pistes depuis les oasis méridionales (Al-Kharga et Ad-Dakhla) menaient au 13e nome.

## Histoire

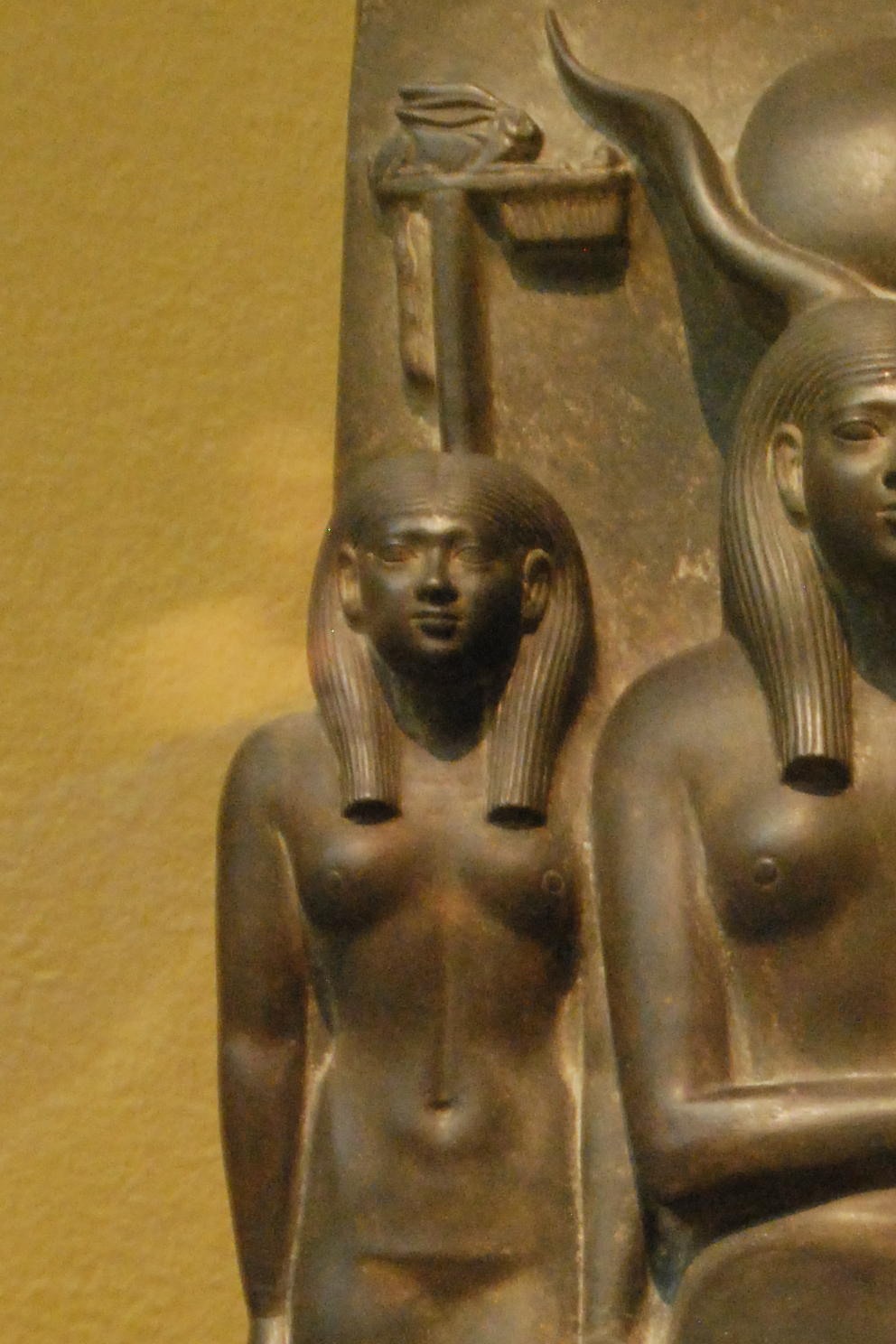
Le nome du lièvre déifié ; gros plan d'un groupe de statues du pharaon Mykérinos,

Le nome du Lièvre était déjà connu au cours de la IVe dynastie de l'Ancien Empire, comme le montre la statue en forme de triade du pharaon Mykérinos, d'Hathor et d'une représentation déifiée du nome. On sait que pendant la VIe dynastie, ses nomarques étaient enterrés dans la nécropole de Cheikh Saïd.
Le nome conserva son importance durant la Première Période intermédiaire et le Moyen Empire qui suivit ; ses gouverneurs étaient également responsables de l'extraction de l'albâtre égyptien à Hatnoub dans le désert oriental, ils possédaient des fonctions exclusives telles que « directeur du double trône » et « grand des cinq », et étaient également grands prêtres de Thot. Lors de la Première Période intermédiaire, ils déplacèrent légèrement vers le nord leur nécropole à Deir el-Bersha, où leurs tombes taillées dans la roche, bien que mal conservées, furent mises au jour. Au cours du Moyen Empire, le nome du Lièvre était dirigé par une dynastie assez ramifiée de nomarques ; le dernier connu d'entre eux, Djéhoutyhotep, était également le propriétaire de la tombe la plus élaborée et la mieux conservée de la nécropole de Deir el-Bersha ; il a régné jusqu'au début du règne de Sésostris III qui est connu pour avoir pris des mesures pour minimiser le pouvoir détenu par tous les nomarques,.
Au Nouvel Empire, le site de Tounah el-Gebel se développa, avec un temple datant d'Amenhotep III et dédié à lui-même ainsi qu'à Thot et à d'autres dieux locaux. Il y a également un petit nombre de tombes du Nouvel Empire. Pendant le règne d'Akhenaton, le roi fit construire une capitale du nom d'Akhetaton sur le site d'Amarna ; cette capitale fut cependant abandonnée peu après la mort du roi. 
Aux alentours de la conquête de l'Égypte par les rois nubiens pendant la Troisième Période intermédiaire (fin XXIIe/XXIIIe dynasties, début XXVe dynastie), le nome du Lièvre acquit une certaine importance, étant le siège d'une petit royaume dirigé par Djéhoutyemhat puis Nimlot depuis Hermopolis Magna. Sous le règne de Nimlot, le roi prit part à la coalition égyptienne menée par Tefnakht de Saïs en lutt contre le roi nubien Piânkhy ; ce dernier prit cepandant la ville d'Hermopolis avant de conquérir le reste du pays. 
La nécropole Tounah el-Gebel se développa par la suite avec des tombes d'animaux (ibis et babouins) à la Basse Époque, puis, à la toute fin de cette période avec les tombes de Pétosiris et de son frère Djed-Thot-iou-ef-ankh qui construisirent les premières grandes tombes. Le site continua d'être utilisa comme nécropole aux périodes ptolémaïque et romaine.

## Divinités locales
Les divinités principales à l'origine semblent être un babouin et une divinité hase nommée Ounout (bien qu'à l'origine, elle ait pu être représentée par un serpent). Par la suite, le culte du dieu ibis Thot s'imposa (bien que les inscriptions sur la chapelle blanche de Sésostris Ier relient ce nome au culte du génie Aha) et, d'une part, Thot adopta la forme du babouin en plus de celle d'ibis et, d'autre part, la hase fut conservée dans le nom et l'enseigne du nome.
À Hermopolis était également vénéré l'Ogdoade, Hermopolis se disant d'ailleurs en ancien égyptien Khemenou, c'est-à-dire la « ville de l'Ogdoade ».
Un temple d'Amon se trouvait également à Hermopolis, construit par Séthi II.

## Nomarques notables
Nomarques de l'Ancien Empire enterrés dans la nécropole de Cheikh Saïd :
- Serefka (Ve dynastie),
- Ouerirni (Ve dynastie, fils du précédent),
- Téti-ânkh/Iymhotep (VIe dynastie, peut-être Pépi Ier),
- Mérou/Bébi (Modèle:Vie dynastie égyptienne, peut-être Pépi Ier),
- Ouiou/Iyou (VIe dynastie, peut-être Pépi Ier, fils du précédent),
- Mérou (Modèle:Vie dynastie égyptienne, peut-être Pépi II, fils du précédent).

Nomarques du Moyen Empire enterrés dans la nécropole de Deir el-Bersha :
- Ahanakht Ier (XIe dynastie),
- Ahanakht II (XIe dynastie, fils du précédent),
- Djéhoutynakht IV (XIe dynastie, frère du précédent),
- Néhéri Ier (XIIe dynastie),
- Djéhoutynakht V (XIIe dynastie, fils du précédent),
- Néhéri II (XIIe dynastie, neveu du précédent),
- Djéhoutynakht VI (XIIe dynastie, fils du précédent),
- Amenemhat (XIIe dynastie, frère du précédent),
- Djéhoutyhotep (XIIe dynastie, neveu du précédent).

## Lieux principaux
Principaux lieux :
- villes : 
  - Hermopolis Magna,
  - Akhetaton (Amarna),
    - Kôm el-Nana

  - Antinoupolis,
  - Pesla,
  - Micholis,
- nécropoles :
  - Cheikh Saïd,
  - Deir el-Bersha,
  - Tounah el-Gebel,
- carrière :
  - Hatnoub.